# National Board of Review Awards 1996
La 68ª edizione dei National Board of Review Awards si è tenuta il 24 febbraio 1997.

## Classifiche

### Migliori dieci film
- Tutti dicono I Love You (Everyone Says I Love You), regia di Woody Allen
- Trainspotting, regia di Danny Boyle
- Fargo, regia di Joel Coen
- Jerry Maguire, regia di Cameron Crowe
- Shine, regia di Scott Hicks
- Segreti e bugie (Secrets & Lies), regia di Mike Leigh
- Il paziente inglese (The English Patient), regia di Anthony Minghella
- Evita, regia di Alan Parker
- Lama tagliente (Sling Blade), regia di Billy Bob Thornton
- Le onde del destino (Breaking the Waves), regia di Lars von Trier

### Migliori film stranieri
- Il buio nella mente (La cérémonie), regia di Claude Chabrol
- Azúcar amarga, regia di Leon Ichaso
- Ridicule, regia di Patrice Leconte
- Kolya, regia di Jan Svěrák
- Les Voleurs, regia di André Téchiné

## Premi
- Miglior film: Shine, regia di Scott Hicks
- Miglior film straniero: Ridicule, regia di Patrice Leconte
- Miglior documentario: Paradise Lost: The Child Murders at Robin Hood Hills, regia di Joe Berlinger e Bruce Sinofsky
- Miglior attore: Tom Cruise (Jerry Maguire)
- Miglior attrice: Frances McDormand (Fargo)
- Miglior attore non protagonista: Ed Norton (Tutti dicono I Love You)
- Miglior attrice non protagonista: Juliette Binoche e Kristin Scott Thomas (Il paziente inglese)
- Miglior cast: Il club delle prime mogli (The First Wives Club), regia di Hugh Wilson
- Miglior performance rivelazione femminile: Renée Zellweger (Jerry Maguire)
- Miglior regista: Joel Coen (Fargo)
- Miglior film realizzato per la tv via cavo: Wild Bill Hollywood Maverick
- Premio alla carriera: Gena Rowlands
- Premio Billy Wilder per l'eccellenza nella regia: Sidney Lumet
- Riconoscimento speciale per il filmmaking: Billy Bob Thornton (Lama tagliente)
- Premio William K. Everson per la storia del cinema: Peter Bogdanovich per il libro Chi ha fatto quel film? (Who The Devil Made It?)
- International Freedom Award: Zhang Yuan
- Riconoscimento per la libertà d'espressione: Miloš Forman e Oliver Stone (Larry Flynt - Oltre lo scandalo)
- Riconoscimento speciale per l'eccellenza nel filmmaking (in ordine alfabetico del titolo originale):
  - Angeli e insetti (Angels & Insects), regia di Philip Haas
  - Basquiat, regia di Julian Schnabel
  - Big Night, regia di Stanley Tucci e Campbell Scott
  - Bound - Torbido inganno (Bound), regia di Andy Wachowski e Larry Wachowski
  - Caught, regia di Robert M. Young
  - Follow Me Home, regia di Peter Bratt
  - Ho sparato a Andy Warhol (I Shot Andy Warhol), regia di Mary Harron
  - Stella solitaria (Lone Star), regia di John Sayles
  - La stanza di Marvin (Marvin's Room), regia di Jerry Zaks
  - The Substance of Fire, regia di Daniel J. Sullivan
  - Swingers, regia di Doug Liman
  - The Deli, regia di John A. Gallagher
  - The War Room, regia di Chris Hegedus e D. A. Pennebaker
  - Una donna molto speciale (Unhook the Stars), regia di Nick Cassavetes
  - Fuga dalla scuola media (Welcome to the Dollhouse), regia di Todd Solondz
- Menzioni speciali:
  - Premio alla carriera nella regia: Elia Kazan